# Vameq Ier de Mingrélie
Vameq Ier de Mingrélie ou Vameq Ier Dadiani (géorgien : ვამეყ I დადიანი; mort en 1396) est un membre de la famille des Dadiani qui fut eristavi (c'est-à-dire : duc) d'Odishi dans l'ouest du royaume de Géorgie de 1384 jusqu'à sa mort.

## Biographie
À la mort de son père Georges II Dadiani, Vameq lui succède en 1384 comme duc d'Odishi c'est-à-dire la future principauté de Mingrélie. Selon le prince Vakhoucht Bagration, historien du XVIIIe siècle, la fonction de Vameq lui est confirmée par le roi Bagrat V de Géorgie. Comme son père avant lui, Vameq porte aussi le titre de mandaturt-ukhutsesi (Seigneur Grand Sénéchal) du royaume de Géorgie.
Pendant son administration, Vameq doit faire face à l'invasion de la Géorgie par les Turco-Mongols de Tamerlan, dont les provinces du nord-ouest du royaume sont toutefois largement épargnées. L'eristavi Giorgi, un descendant de l'ancienne famille des rois d'Iméréthie, met à profit l'occasion pour se proclamer indépendant du roi en Géorgie en 1389. De nombreux membres de la noblesse de l'ouest de la Géorgie se montrent hostiles à cette initiative et Giorgi entreprend une campagne militaire contre le Dadian, en espérant qu'une victoire décisive contre le plus puissant des féodaux de Géorgie occidentale incitera les autres à se soumettre. Il est défait et tué lors d'un combat par Vameq, qui invite le roi Georges VII de Géorgie à réoccuper l'Iméréthie,.
Les exploits guerriers de Vameq son également célébrés dans une inscription de la cathédrale de Khobi (ka), selon laquelle, le Dadian mène une campagne victorieuse contre les Zygiens et s'empare des forteresses de Gagari (l'actuelle Gagra) et d'Ugagi. Il y enlève une grande collection de colonnes de marbre, de chapiteaux et de fragments d'ambon. Ces pièces de pierre, dont certaines d'origine byzantine et datant du Ve siècle, ont été réutilisées pour la construction d'une chapelle dans la cathédrale de Khobi,.
Vameq est également un bienfaiteur d'une autre cathédrale de la région, celle de Tsalenjikha, dont il fait peindre les fresques par l'artiste originaire de Constantinople nommé Kyr Manuel Eugenikos,. Vameq meurt en 1396 et a comme successeur son fils Mamia II.